# Josip Ukmar
Josip Ukmar, slovenski naravoslovec fitocenolog,  * 21. avgust 1894, Kopriva, † 5. julij 1982, Sežana.

## Življenje in delo
Ljudsko šolo je obiskoval v rojstnem kraju (1900–1907), šolo za trgovske pomočnike v Trstu (1908–1911). Tu je bil zaposlen kot trgovski vajenec in pomočnik od 1911–1914 in 1919–1925; vmes je bil 1914 mobiliziran, poslan na fronto v Galicijo in od 1915–1919 v ruskem ujetništvu. Leta 1926 se je priselil v Ljubljano in bil tu do 1940 samostojni trgovec. Jeseni 1941 se je vrnil v Koprivo in se vključil v NOB kot obveščevalec vaškega aktiva OF za POS na Krasu, dajal zatočišče političnim delavcem in možnost ilegalnih sestankov na domu.
V letih 1945–1966 je kot terenski raziskovalec in poročevalec sodeloval s številnimi ustanovami, med drugimi: z Biološkim inštitutom J. Hadžija, Kemijskim inštitutom, Gozdarskim inštitutom Slovenije in s čebelarskim zavodom. Zaradi izrednega zanimanja za naravoslovne vede, zlasti za botaniko, je kot nevpisan slušatelj poslušal predavanja F. Jesenka, J. Hadžija, G. Tomažiča in se kot samouk razvil v priznanega naravoslovca, pomologa in fitocenologa. Na Krasu je raziskoval floro in favno, rastlinske združbe, fitocenologijo ter organiziral fitocenološke ekskurzije. Leta 1956 je postal častni član sekcije gozdarstva v Sežani (za zasluge pri pogozdovanju Krasa); 1975 pa prejel priznanje Zemljiške skupnosti za Kras v Sežani. Napisal je številne članke o oljki, vinski trti, kserofitnih, zdravilnih in okrasnih rastlinah, o njih boleznih in škodljivcih ter o kraških tleh in jih objavljal v raznih časopisih. Pomemben je tudi kot zbiralec terminoloških izrazov v biologiji.